# Pino Torinese
Pino Torinese est une commune italienne de la ville métropolitaine de Turin, dans la région Piémont. Dans la ville est situé un observatoire astronomique.

## Administration
| Période                                  | Période  | Identité      | Étiquette | Qualité       |
| ---------------------------------------- | -------- | ------------- | --------- | ------------- |
| 30 mai 2006                              | En cours | Andrea Biglia | L'Olivier | Centre-gauche |
| Les données manquantes sont à compléter. |          |               |           |               |

### Hameaux
Cento Croci, Strada San Felice, Valle Ceppi.

### Communes limitrophes
Turin, Baldissero Torinese, Chieri, Pecetto Torinese, Cambiano.

## Honneur
L'astéroïde (2694) Pino Torinese porte son nom.